# Oskar Peterlini

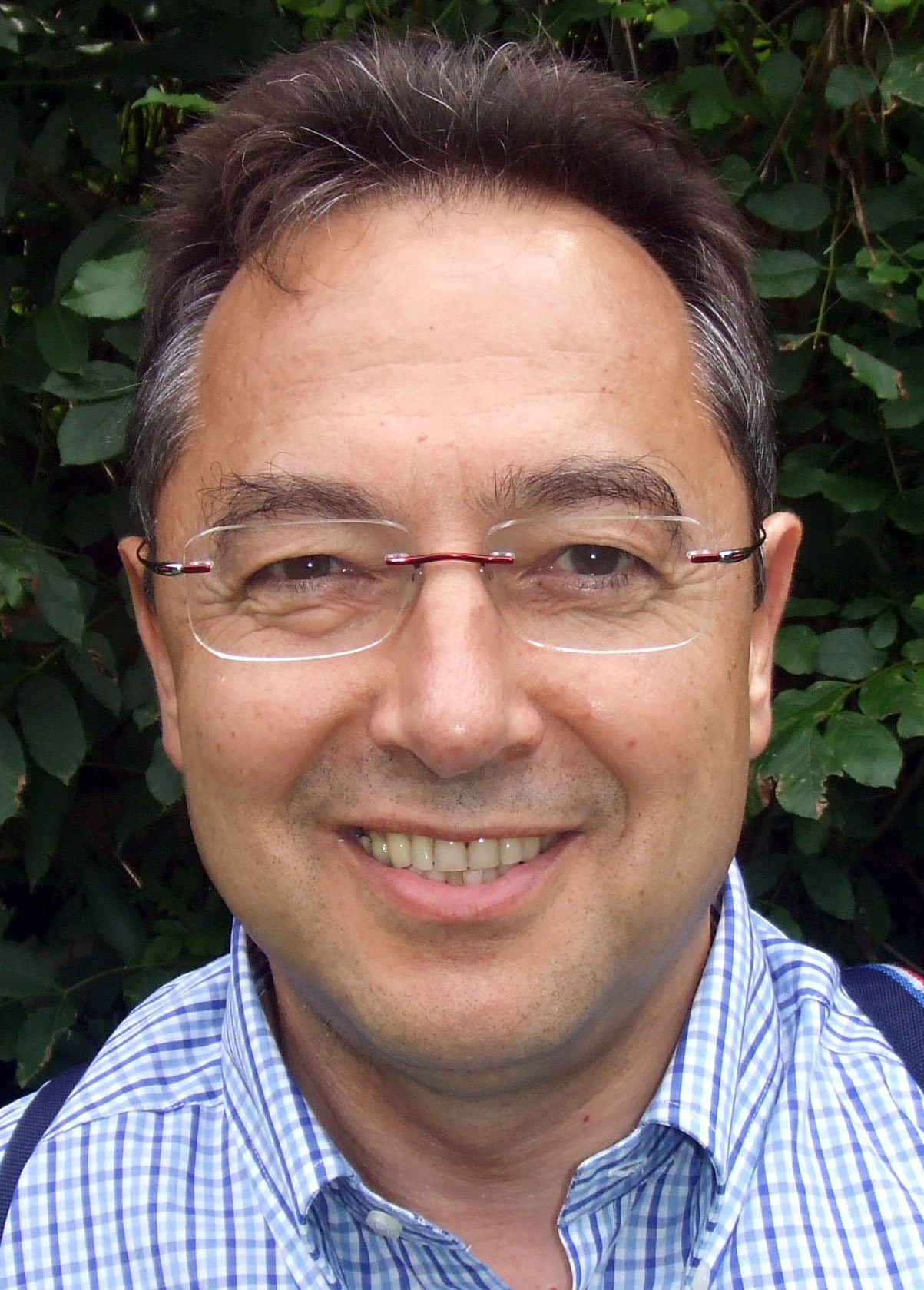
Oskar Peterlini (2008)

Oskar Peterlini (* 19. September 1950 in Bozen) ist ein deutschsprachiger italienischer Politiker aus Südtirol. Peterlini war von 1978 bis 1998 Abgeordneter im Südtiroler Landtag und Regionalrat Trentino-Südtirol sowie von 2001 bis 2013 Senator der Republik. Seit dem Jahre 2011 unterrichtet er als Lehrbeauftragter an der Freien Universität Bozen.

## Leben
Nach der Matura am Humanistischen Gymnasium in Bozen studierte Peterlini zunächst an der Universität Modena Rechtswissenschaften, ehe er an der Universität Innsbruck ein Studium der Betriebswirtschaftslehre absolvierte, das er mit einer Diplomarbeit zum Bedarf an Arbeitskräften im öffentlichen Dienst in Südtirol abschloss. In der Folge bildete er sich in New York im Bereich Portfoliomanagement weiter. 2010 promovierte er an der Fakultät für Politikwissenschaft und Soziologie in Innsbruck mit einer Dissertation zum Thema Föderalismus und Autonomien in Italien. Seit 2011 nimmt er an der Freien Universität Bozen Lehraufträge zu rechtlichen Themengebieten wahr, seit 2016 auch im Bereich Politikwissenschaft. 2023 erlangte er mit einer an der Universität Rostock eingereichten Schrift zum Thema „Autonomie als Friedenslösung“ die Habilitation. 
Peterlini hat vier Kinder und ist in Branzoll wohnhaft. Sein Bruder ist der Journalist und Bildungsforscher Hans Karl Peterlini.

## Politischer Werdegang
Peterlini war von 1972 bis 1979 erst Geschäftsführer und dann Vorsitzender der Jungen Generation in der Südtiroler Volkspartei (SVP). 1978 zog er als damals jüngster Abgeordneter in den Regionalrat Trentino-Südtirol und den Südtiroler Landtag ein. Er wurde 1983, 1988 und 1993 wiedergewählt. Von 1980 bis 1988 war Peterlini SVP-Fraktionschef im Regionalrat; von 1983 bis 1993 fungierte er als Präsident der Landtags-Kommission für Wirtschaft, Haushalt und Finanzen; 1988 amtierte er kurzzeitig als Vizepräsident des Südtiroler Landtages, zwischen 1988 und 1998 war er abwechselnd Vizepräsident und Präsident des Regionalrates. Von 2000 bis 2010 stand Peterlini als Obmann dem SVP-Bezirk Unterland vor. Er gilt als einer der Ideatoren und war seit 1989 Leiter von PensPlan, einem Institut für Zusatzrenten, das in der Region Trentino-Südtirol eigene Pensionsfonds anbietet.
Bei den italienischen Parlamentswahlen am 13. Mai 2001 wurde Peterlini im Einerwahlkreis Bozen in den Senat gewählt (Liste SVP-Ulivo), am 9. April 2006 (SVP-Unione) und am 13. April 2008 (SVP-Autonomie) gelang ihm jeweils die Wiederwahl. Peterlini war im Senat Präsidiumsmitglied, zuerst im Arbeits- und Sozial-Ausschuss (2001–2008), seit 2006 im Verfassungsausschuss, seit 2008 im Ausschuss für Schule und Kultur und von 2008 bis 2010 auch im Ausschuss für Umwelt. Er war Mitglied der parlamentarischen Delegation der Central European Initiative (CEI) und Präsident der CEI-Kulturkommission. Zu den Parlamentswahlen 2013 trat er nicht mehr an.

## Bücher und Veröffentlichungen (Auswahl)

### Verfassung, Autonomie, Föderalismus
- Autonomie als Friedenslösung, Südtirol am Prüfstand und im Vergleich – Stärken, Schwächen und Merkmale einer idealen Autonomie, aktualisierte und überarbeitete Fassung der Habilitationsschrift für die Facultas Docendi, verliehen vom Institut für Politik- und Verwaltungswissenschaften der Universität Rostock, Facultas Verlag, Wien, Nomos Verlag, Baden-Baden 2023, ISBN 978-3-7089-2391-8 (Facultas), ISBN 978-3-7560-1199-5 (Nomos).
- Regionen im Spannungsfeld zur EU. Italien, Südtirol, Åland und Europa unter der Lupe – eine Bilanz, in Hilpold, P./ Perathoner, C. (Hrsg.): Festschrift für Professor Gilbert Gornig. Europäisches Minderheitenrecht, Band I, Nomos, Baden Baden; Facultas, Wien 2023, S. 153–196. Österreich: ISBN 978-3-7089-2300-0, Deutschland: ISBN 978-3-7560-1083-7.
- Autonomie im Spannungsfeld zwischen VfGH (Verfassungsgerichtshof) und neuen Zuständigkeiten, Fort- oder Rückschritte?, Europa Ethnica 3–4/2022, Facultas Wien, S. 202–219, 0014-2492.
- Quotensysteme im Vergleich, Königreich Belgien, Föderales Bosnien-Herzegowina, Autonomes Südtirol – Vorteile, Schwächen, Lösungen, Europa Ethnica 1–2/2022, Schwerpunkt: 50 Jahre Zweites Südtiroler Autonomiestatut, S. 1 und 29–48. ISSN print: 0014-2492, ISSN online: 0014-2492.
- Autonomy – Model for Conflict Resolution? Åland and South Tyrol – 100 Years in a Foreign State – Comparison and Conclusions, Nomos - le Attualità nel diritto, Nr. 1/2022. ISSN 2279-7238.
- Südtirols Autonomie und die Verfassungsreformen Italiens: Vom Zentralstaat zu föderalen Ansätzen – die Auswirkungen und ungeschriebenen Änderungen im Südtiroler Autonomiestatut, New Academic Press Braumüller, Wien 2012. ISBN 978-3-7003-1834-7
- Föderalismus und Autonomien in Italien – Federalismo e Autonomie in Italia: Die Auswirkungen der Föderalismusentwicklung in Italien auf die Sonderautonomien und im Besonderen auf das Autonomiestatut von Trentino Südtirol / Dissertation, Leopold-Franzens-Universität, Fakultät für Politikwissenschaften und Soziologie, Innsbruck 2010.
- Evoluzione in senso federale e riforma costituzionale in Italia (FÖDOK 27), Institut für Föderalismus, Innsbruck 2008. ISBN 978-3-901965-26-5
- Föderalistische Entwicklung und Verfassungsreform in Italien (FÖDOK 25), Institut für Föderalismus, Innsbruck 2007. ISBN 978-3-901965-24-1
- Autonomia y scunanza dla mendranzes tl Trentin Südtirol (ladinisch), Cunsei dla Region dl Trentin Südtirol, Bozen/Bulsan/Bolzano-Trent/Trento 2000. ISBN 88-900077-3-7
- Autonomie und Minderheitenschutz in Südtirol und im Trentino. Region Trentino-Südtirol, Bozen-Trient 1996, ISBN 88-900077-0-2 (2000 auch in ladinischer Sprache). Neuausgabe: Braumüller, Wien 1997, ISBN 3-7003-1166-4. Neuauflage: Region Trentino-Südtirol, Bozen-Trient 2000, ISBN 88-900077-4-5
- Autonomy and the Protection of Ethnic Minorities in Trentino-South Tyrol. Braumüller, Wien 1997, ISBN 3-7003-1173-7
- Autonomia e tutela delle minoranze nel Trentino-Alto Adige. Consiglio della Regione Autonoma del Trentino Alto Adige, Bolzano Trento 1996, ISBN 88-900077-1-0. Neuauflage 2000, ISBN 88-900077-9-6
- Der ethnische Proporz in Südtirol. Athesia, Bozen 1980. ISBN 88-7014-185-3

### Wahlsysteme und Wahlanalysen
- Wahlrecht und Wahlsysteme, Stärken, Schwächen und Herausforderungen für eine beteiligte Demokratie, Europa Ethnica 1/2–2023, S. 40–56. ISSN 0014-2492.
- Minderheitenschutz und Wahlsysteme: Die Spielregeln von Wahlsystemen und ihre Auswirkungen auf Sprachminderheiten – Südtirol und europäische Minderheiten im Blickfeld, New New Academic Press Braumüller, Wien 2012. ISBN 978-3-7003-1835-4.
- Funzionamento dei sistemi elettorali e minoranze linguistiche, FrancoAngeli, Mailand 2012. ISBN 978-88-568-4455-9.

### Vorsorge und Vermögensverwaltung
- Le nuovi pensioni (Die neuen Renten). FrancoAngeli, Mailand 2003. ISBN 88-464-4202-4
- Zukunft planen. Athesia, Bozen 2000. ISBN 88-8266-089-3
- Pianificare il futuro: La nuova previdenza complementare in Trentino Alto Adige, Athesia, Bozen 2000. ISBN 88-8266-091-5